# Non credere
«Non credere» (с итал. — «Не верь») — песня, записанная итальянской певицей Миной в 1969 году. Песню написали Могол, Луиджи Клаузетти и Роберто Соффичи.
В качестве сингла песня была выпущена в апреле 1969 года лейблом PDU. Итальянская кавер-версия «A Praça» под названием «Da di domani», первоначально исполненная Нарой Леан, была выбрана в качестве би-сайда. Оба трека изначально были включены в редкий сборник Mina d’estate (1969), выпущенный только на кассетах и stereo 8. Позже «Non credere» вошла в альбом …bugiardo più che mai… più incosciente che mai… (1989).
Сингл занял третье место в итальянском чарте синглов, а также двадцать седьмое место в испанском чарте. Среди прочего, сингл был выпущен в Аргентине, Греции, Японии, Нидерландах и Западной Германии. В 1969 году Мина выпустила песню на французском («Ne la crois pas», слова Эдди Марнея), в 1970 году на немецком («Glaube ihr nicht», слова Герхарда Хагена), и в 1972 году на испанском («No lo creas», слова Хулио Сезара).

## Чарты
| Чарт (1969)              | Высшая позиция |
| ------------------------ | -------------- |
| Испания (GEFIIF)         | 27             |
| Италия (Musica e dischi) | 3              |

## Кавер-версии
- В 2014 году ирландская певица Рошин Мёрфи записала кавер-версию для своего мини-альбома Mi senti[8].